# کیندر سورپرایز
کیندر سورپرایز (به انگلیسی: Kinder Surprise) آب‌نبات تولیدی توسط شرکت ایتالیایی فریرو است. این محصول مورد توجه کودکان و افراد مجموعه‌دار می‌باشد و به صورت یک تخم مرغ شکلاتی است که درون آن اسباب‌بازی وجود دارد و معمولاً نیازمند سرهم کردن است.

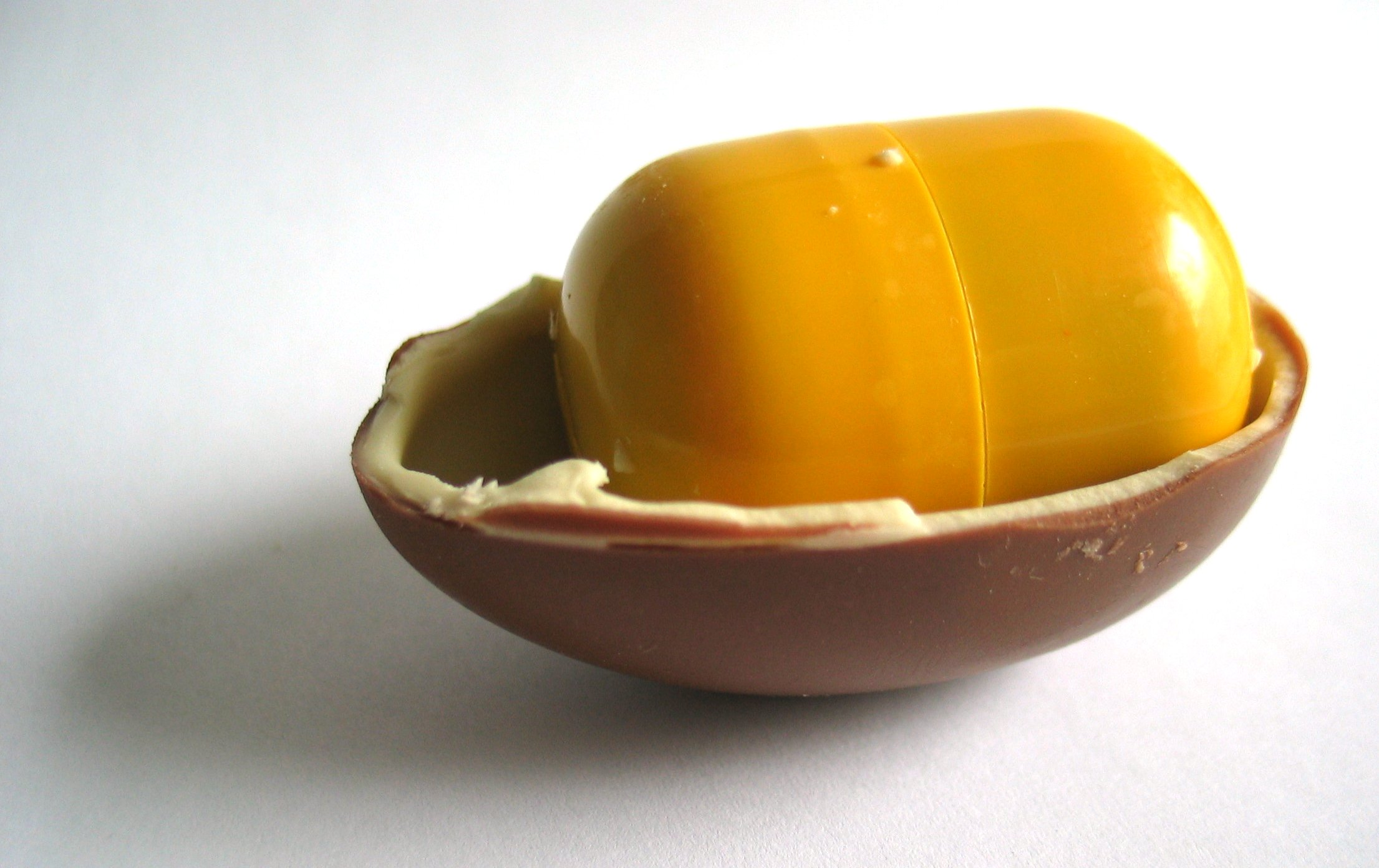
کیندر سورپرایز که یک شکلات تخم مرغی شکل است و یک اسباب‌بازی درون قوطی پلاستیکی داخل آن می‌باشد.